# Noone (Sprache)
Noone, auch Noni oder Nooni genannt, ist eine Sprache der östlichen beboiden Sprachen, einer Sprachgruppe der bantoiden Sprachen innerhalb der Niger-Kongo-Sprachfamilie im Kamerun.
Es ist die Muttersprache von 25.000 Leuten im Land, speziell in der Provinz Nord-Ouest, der Bui-Division und der nordwestlichen Kumbo-Subdivision. Die Sprache verwendet das lateinische Alphabet, die Alphabetisierungsrate in der Sprache (L2) beträgt allerdings lediglich 25 bis 50 %.